# Le Chien des Baskerville (téléfilm, 1981)
Pour les articles homonymes, voir Le Chien des Baskerville (homonymie).
Pour plus de détails, voir Fiche technique et Distribution.
Les Aventures de Sherlock Holmes et du docteur Waston : Le Chien des Baskerville (en russe : Приключения Шерлока Холмса и доктора Ватсона: Собака Баскервилей, Priklyucheniya Sherloka Kholmsa i doktora Vatsona: Sobaka Baskerviley) est un film soviétique réalisé par Igor Maslennikov en 1981, adapté du roman Le Chien des Baskerville d'Arthur Conan Doyle. L'intrigue du film est très fidèle au roman d'origine. Le film se compose de deux épisodes d'environ 1 h 10 chacun.
Le duo Holmes / Watson est incarné par Vasili Livanov et Vitali Solomin. Nikita Mikhalkov joue le rôle de Sir Henry Baskerville, tandis qu'Oleg Yankovski incarne Stapleton.

## Fiche technique
- Titre : Le Chien des Baskerville
- Titre original : Собака Баскервилей, Sobaka Baskerviley
- Réalisation : Igor Maslennikov
- Scénario : Igor Maslennikov, Youri Veksler
- Photographie : Dmitri Dolinine, Vladimir Iline
- Direction artistique : Bella Manevich-Kaplan
- Compositeur : Vladimir Dachkevitch
- Son : Assia Zvereva
- Chef d'orchestre : Emin Khatchatourian
- Costumes : Nelly Lev
- Montage : Liudmila Obrazoumova
- Production : Lenfilm
- Pays d'origine : URSS
- Format : 35 mm - 1.33 : 1  - Couleur - Mono
- Durée : 154 minutes
- Date de sortie : 1981

## Distribution
- Vasili Livanov : Sherlock Holmes
- Vitali Solomin : docteur Watson
- Rina Zelyonaya : Mrs Hudson
- Borislav Brondukov : inspecteur Lestrade
- Evgueni Steblov : docteur Mortimer
- Nikita Mikhalkov : Sir Henry Baskerville
- Oleg Yankovski : Stapleton
- Irina Kupchenko : Beryl Stapleton
- Aleksandr Adabashyan : Barrymore
- Svetlana Kryuchkova : Mrs Barrymore
- Alla Demidova : Laura Lyons
- Sergueï Martinson : Mr Frankland